# サヴォイ宣言
サヴォイ宣言（通称:Savoy declaration, 正式名称:A Declaration of the Faith and Order owned and practised in the Congregational Churches in England）は、1658年にイングランド共和国・ロンドンのサヴォイ宮殿で採択されたイングランド会衆派（独立派）の信仰告白である。
内容は、基本的にはカルヴァン主義のウェストミンスター信仰告白と同じであるが、各個教会の独立を主張する会衆主義（会衆制）の立場を取っている。
1658年9月29日から10月12日まで、120の会衆派教会から200人の代表がサヴォイ宮殿に集まり、6名が宣言起草委員に選ばれた。6人のうち5名はウェストミンスター会議のメンバーであった。